# Shake (software)
Shake è un programma, dal 31 luglio 2009 non più in commercio, di post-produzione sviluppato da Apple.
L'azienda ha invece continuato la commercializzazione di un altro programma di post-produzione, Motion, sebbene quest'ultimo sia disponibile, a differenza che in passato, solo all'interno della suite Final Cut Studio.
La scelta di Apple di mantenere Motion e abbandonare Shake ha destato critiche da parte degli utenti, che considerano Shake un programma più potente
Shake viene utilizzato per realizzare gli effetti visivi di film e pubblicità. Il programma è in grado di unire immagini e filmati provenienti da diverse fonti. Le varie sorgenti possono essere elaborate con filtri e poi combinate in un unico flusso video. Tutte le operazioni avvengono in tempo reale. Le varie operazioni di assemblaggio e di montaggio vengono gestite tramite un diagramma ad albero. Nella parte superiore si pongono le sorgenti di ingresso, gli operatori visualizzati con delle icone, il flusso video entra dall'alto dell'icone ed esce dall'icona con l'effetto applicato. I vari flussi video vengono riuniti tramite altre icone e il risultato finale viene visualizzati sul monitor. La rappresentazione degli effetti tramite albero permette una intuitiva applicazione degli effetti speciali e una veloce modifica se necessario.
Nel 2002 Apple acquisì la Nothing Real, la società che sviluppava Shake.
Shake è alla base della pipeline di compositing della Weta Digital di Peter Jackson per la trilogia Il Signore degli Anelli.
Shake veniva spesso utilizzato nella post produzione dei video, settore dove il programma della Nothing Real ha sempre riscosso molti consensi.
Dopo l'acquisizione della Nothing Real, Apple decise di dismettere la produzione di Shake per Microsoft Windows. Nel dicembre 2006 erano in commercio le versioni di Shake per macOS e GNU/Linux anche se questa non supportava l'importazione e l'esportazione di filmati QuickTime Player.
Shake è stato aggiornato per i Mac con chip Intel alla versione 4.1, che a parte questo non aveva nessuna novità rilevante rispetto alla versione 4.0.
Shake 4.1 fu messo in vendita al prezzo di 499$ a differenza della versione 4.0 che ne costava 2999.
Apple ne ha dismesso la vendita dagli Apple Store statunitensi il 31 luglio 2009.